# Franz Retzer
Franz Retzer (1966) è un ex sciatore alpino tedesco.
Prima della riunificazione tedesca (1990) gareggiò per la nazionale tedesca occidentale.

## Biografia
Retzer debuttò in campo internazionale in occasione dei Mondiali juniores di Sugarloaf 1984; in Coppa Europa nella stagione 1989-1990 si piazzò al 5º posto nella classifica di discesa libera e nella stagione 1990-1991 fu 8º nella classifica generale e 3º in quella di supergigante. Non ottenne piazzamenti in Coppa del Mondo né prese parte a rassegne iridate.

## Palmarès

### Coppa Europa
- Miglior piazzamento in classifica generale: 8º nel 1991